# Tamaha (Oklahoma)
Taloga es un pueblo ubicado en el condado de Haskell en el estado estadounidense de Oklahoma. En el año 2010 tenía una población de 176 habitantes y una densidad poblacional de 10,6 personas por km².

## Geografía
Taloga se encuentra ubicado en las coordenadas 35°23′38″N 94°59′18″O / 35.39389, -94.98833 (35.394003, -94.988218).

## Demografía
Según la Oficina del Censo en 2000 los ingresos medios por hogar en la localidad eran de $29,250 y los ingresos medios por familia eran $35,938. Los hombres tenían unos ingresos medios de $27,500 frente a los $16,563 para las mujeres. La renta per cápita para la localidad era de $11,628. Alrededor del 8.9% de la población estaban por debajo del umbral de pobreza.

## En la cultura popular
La ciudad aparece en la serie de televisión Marvel Studios Echo (2024).